# مدينة (بوزي)
مدينة (بالفارسية: مدینه) هي منطقة سكنية تقع في إيران في قسم بوزي الريفي. يقدر عدد سكانها بـ 189 نسمة بحسب إحصاء 2016.